# Simo (Finland)
Simo is een gemeente in het Finse landschap Lapland. De gemeente heeft een totale oppervlakte van 1.446,59 km² en telt 2.877 inwoners (2022).